# Саймон Садбері
Саймон Теобальд або Саймон Садбері (близько 1316 - 14 червня 1381, Лондон, Англія) — архієпископ Кентерберійський (1375-1381), а також єпископ Лондона.
Саймон народився в Садбері (графство Саффолк), навчався в Паризькому університеті і був одним із священиків, яких папа Інокентій VI відправив у 1356 з місією до англійського короля Едуарда III.
У жовтні 1361 папа призначив Саймона єпископом Лондона.
4 травня 1375 став архієпископом Кентерберійським і до кінця свого життя залишався прихильником Джона Гонта, герцога Ланкастера.
У липні 1377  коронував Річарда II.
У 1378 на суді в Ламбеті перед ним постав Джон Вікліф.
У січні 1380 став лордом-канцлером Англії, і повсталі селяни вважали його одним з головних винуватців своїх бід. Звільнивши Джона Болла з в'язниці в Мейдстоуні, повстанці напали на Кентербері та Ламбет, а потім, взявши штурмом Лондонський Тауер, схопили самого Садбері. Він був настільки непопулярний, що варта безперешкодно пропустила натовп. Садбері притягли на Тауерський пагорб і обезголовили 14 червня 1381. Його тіло спалили в Кентерберійському соборі, а голова, скинута з Лондонського мосту, зберігається у церкві Святого Григорія в Садбері (Саффолк), яку архієпископ частково перебудував.